# Perceforest
Perceforest (auch Le Roman de Perceforest) ist ein anonymer französischer, in Prosa verfasster Ritterroman, der wohl zwischen 1330 und 1340 entstand und eine Art Vorgeschichte der fiktiven Artus-Welt Großbritanniens erzählt.

## Einordnung
Als Quellen für den Perceforest wurden u. a. die Historia Regum Britanniae des Geoffrey von Monmouth, römische Historiker wie Orosius, der angelsächsische Theologe und Geschichtsschreiber Beda, der Alexanderroman und der Lancelot-Gral-Zyklus herangezogen. Von dem äußerst umfangreichen Werk, das den längsten Prosaroman des Mittelalters darstellt, existiert nur eine einzige vollständig erhaltene Handschrift des 15. Jahrhunderts, die in der Bibliothèque de l’Arsenal in Paris aufbewahrt wird. Im 15. Jahrhundert erfreute sich der Ritterroman vor allem am Hof der Herzöge von Burgund großer Beliebtheit. Erstmals wurde er unter dem Titel La tres elegante, delicieuse, melliflue et tres plaisante hystoire du tres noble, victorieux et excellentissime roy Perceforest, roy de la Grande Bretaigne 1528 in 6 Bänden in Paris gedruckt. Diese Edition erlangte rasch große Popularität; eine Neuausgabe erschien bereits 1531–32. Insbesondere König Karl IX. von Frankreich schätzte den Roman sehr. Dieser wurde 1558 ins Italienische übersetzt, seine ersten beiden Bücher 1573 und 1576 auch ins Spanische.

## Handlung
Die Handlung des Roman de Perceforest setzt mit dem Bericht über die Fahrt von Flüchtigen aus Troja nach Britannien ein, wo sie ein Königreich gründen. Die folgenden Herrscher führen das Reich aber in den Ruin. Alexander der Große und sein Heer werden nach der Eroberung Indiens durch einen Sturm an die Küste Britanniens verschlagen und erstürmen diese Insel. Daraufhin setzt Alexander seinen (fiktiven) Gefolgsmann Perceforest als König von Britannien ein und kehrt nach Asien zurück. Perceforest führt den christlichen Glauben in Britannien ein und gründet eine Tafelrunde seiner besten Ritter, die einen Vorläufer der Tafelrunde des späteren Königs Artus darstellt. Im weiteren Verlauf des Romans werden höfisch-galante Abenteuer von Perceforest und seinen Gefährten berichtet. Dazu gehören die Veranstaltung von Turnieren, die Vollbringung heroischer Taten, bei deren Schilderung Zaubermotive vorkommen, sowie erotische Episoden.

## Rezeption
Vor allem wegen seiner enormen Länge wurde der Roman de Perceforest in der späteren Neuzeit kaum noch gelesen. Erst ab der Mitte des 20. Jahrhunderts setzte eine historisch-kritische Beschäftigung mit dem Werk ein. Gilles Roussineau lieferte in seiner Edition des Romans gründliche historisch-philologische Kommentare. Für die Erzählforschung ist es aufgrund der zahlreichen in ihm vorkommenden Märchenmotive wichtig. Sie analysierte insbesondere eine Einzelepisode, die im dritten Buch des Romans dargestellte Geschichte des Prinzen Troylus und seiner verschwundenen Braut Zellandine. Diese Erzählung wird oft als frühester Beleg des Märchentyps der Schlafenden Schönheit betrachtet, zu dem auch das Märchen Dornröschen gehört. Die Fassung der Episode im Roman de Perceforest weist häufig Unterschiede zu den Versionen von Charles Perrault und der Brüder Grimm auf. In die Schilderung der Suche von Troylus nach Zellandine sind hier des Öfteren ritterliche Abenteuer, die er dabei erlebt, eingeschoben. Schließlich entdeckt er sie, durch Zauberkräfte ausgelöst, in komplette Lethargie versunken, und will sie durch Beischlaf wiedererwecken. Erst als sie nach diesem Akt ein Kind zur Welt bringt, erwacht sie zu neuem Leben. Der letztgenannte Teil der Erzählung vom Geschlechtsverkehr während des magischen Schlafs wurde von Perrault und den Brüdern Grimm weggelassen.

## Ausgabe
- Gilles Roussineau: Perceforest, 13 Bände, Genf 1987–2014